# 斯陶尼吉·佐尔坦
斯陶尼吉·佐尔坦（匈牙利語：Sztanity Zoltán，1954年2月1日—），匈牙利男子皮划艇运动员。他曾代表匈牙利参加1976年和1980年夏季奥林匹克运动会皮划艇比赛，其中1976年奥运会获得一枚银牌。